# Liessies
Liessies är en kommun i departementet Nord i regionen Hauts-de-France i norra Frankrike. Kommunen ligger i kantonen Solre-le-Château som tillhör arrondissementet Avesnes-sur-Helpe. År 2022 hade Liessies 529 invånare.

## Befolkningsutveckling
Antalet invånare i kommunen Liessies
| Referens: INSEE |